# Downfall (groupe)
Pour les articles homonymes, voir Downfall.
Downfall est un groupe de ska punk américain, originaire de Berkeley, en Californie.

## Biographie
Downfall est formé en 1990. Les membres du groupe sont issus de la dissolution d'Operation Ivy et de futurs membres de Dance Hall Crashers. Le groupe donne trois spectacles pendant une année pour se dissoudre au début de 1991. Le groupe n'a pas eu une longue carrière et les records sont pratiquement introuvables. Ils se sont dissous parce que les membres du groupe, surtout Tim trouvaient que c'était tout simplement mauvais. Ils annoncent un album nommé Get Ready for Action pour la fin 1994. Get Ready for Action est repoussé mais jamais publié. Au milieu des années 1990, Brett Gurewitz remixera l'album, mais ne sera jamais publié.
Quelques mois plus tard après la fin de Downfall, Matt Freeman et Tim Armstrong fondèrent Rancid. La principale raison pour que Rancid ait vu le jour était d'occuper Tim à faire autre chose que boire, lui qui était alcoolique.

## Membres
- Tim Armstrong - voix
- Jason Hammon - guitare, chœurs
- Dave Mello - batterie
- Matt Freeman - basse
- Pat Mello - guitare

## Discographie
- Get Ready for Action (1990)
- A Can of Pork (1992 ; une compilation de Lookout! Records)
- Later That Same Year (1999 ; une compilation que Matt et Tim ont fait, cet album ne se vend plus nulle part)